# Moitas Venda
Moitas Venda é uma povoação portuguesa sede da Freguesia de Moitas Venda do Município de Alcanena, freguesia com 6,75 km² de área e 781 habitantes (censo de 2021), tendo, por isso, uma densidade populacional de 115,7 hab./km².

## Descrição
A freguesia de Moitas Venda, criada a 11 de abril de 1925, está situada entre a Serra de Aire e a Serra dos Candeeiros onde se encontra o Cabeço de Santa Marta. A freguesia engloba o lugar de Casais Robustos. 
O Cabeço de Santa Marta, a norte do Município de Alcanena, é um dos mais belos miradouros do Ribatejo. Do alto de Santa Marta, Moitas Venda oferece um magnífico panorama. Estendem-se os olhos na paisagem e adivinha-se o Tejo num horizonte de encanto. Na freguesia de Moitas Venda, o miradouro natural do Cabeço de Santa Marta, de onde se pode admirar a belíssima paisagem das lezírias do Tejo. Este aprazível local é servido por um Parque de Merendas, à disposição do visitante.
Moitas Venda é, assim, uma terra privilegiada. Neste cabeço fica a Capela de Santa Marta, uma ermida que resta do povoado onde ermitões e outros habitantes viveram e cultivaram pastos e cereais. Esta capela remonta aos últimos tempos da Idade Média. De construção modestíssima e praticamente desprovida de estilo, possui, no entanto, azulejos associados a um precioso painel com a figura de Santa Marta pisando um dragão, peça de arte sacra antiquíssima e de valor inestimável.
Além da sua componente agrícola (oliveira e figueira), a economia da freguesia conta já com algumas indústrias como curtumes, têxteis e oleados (Casa Gonçalves), sendo de destacar ainda uma Feira Franca anual em Moitas Venda, com mais de meio século. Também o artesanato é marcado pela indústria de peles: actualmente, são produzidos artesanalmente vários artigos em pele.

## Demografia
A população registada nos censos foi:
| Distribuição da População por Grupos Etários | Distribuição da População por Grupos Etários | Distribuição da População por Grupos Etários | Distribuição da População por Grupos Etários | Distribuição da População por Grupos Etários |
| -------------------------------------------- | -------------------------------------------- | -------------------------------------------- | -------------------------------------------- | -------------------------------------------- |
| Ano                                          | 0-14 Anos                                    | 15-24 Anos                                   | 25-64 Anos                                   | > 65 Anos                                    |
| 2001                                         | 129                                          | 141                                          | 509                                          | 226                                          |
| 2011                                         | 104                                          | 83                                           | 445                                          | 234                                          |
| 2021                                         | 98                                           | 68                                           | 377                                          | 238                                          |

## Associativismo / Coletividades
No capítulo do associativismo, Moitas Venda conta com a União Recreativa e Desportiva, Agrupamento do Corpo Nacional de Escutas de Moitas Venda – Agrupamento 9, e o Rancho Folclórico e Etnográfico de Santa Marta. O lugar dos Casais Robustos conta com o Centro Sócio Cultural.